# Dogg Food
Dogg Food è il primo album in studio del gruppo musicale hip hop statunitense Tha Dogg Pound, pubblicato nel 1995.

## Tracce
1. Intro – 0:18
2. Dogg Pound Gangstaz – 5:21
3. Respect (featuring Dr. Dre, Prince Ital Joe, Nancy Fletcher & Big Pimpin' Delemond) – 5:55
4. New York, New York (featuring Snoop Doggy Dogg) – 4:50
5. Smooth (featuring Snoop Doggy Dogg & Val Young) – 4:35
6. Cyco-Lic-No (Bitch Azz Niggaz) (featuring Snoop Doggy Dogg & Mr. Malik) – 4:55
7. Ridin', Slipin' and Slidin' (featuring South Sentrelle) – 4:01
8. Big Pimpin' 2 (featuring Big Pimpin' Delemond & Dr. Dre) – 1:35
9. Let's Play House (featuring Dr. Dre, Michel'le, Snoop Doggy Dogg & Nate Dogg) – 3:24
10. I Don't Like To Dream About Gettin' Paid (featuring Nate Dogg) – 5:15
11. Do What I Feel (featuring The Lady of Rage) – 3:30
12. If We All Fucc (featuring Snoop Doggy Dogg) – 3:13
13. Some Bomb Azz Pussy (featuring Snoop Doggy Dogg) – 4:29
14. A Dogg'z Day Afternoon (featuring Nate Dogg) – 2:45
15. Reality (featuring Tray Deee) – 6:16
16. One By One – 5:09
17. Sooo Much Style – 5:44

## Formazione
- Daz Dillinger
- Kurupt

## Classifiche
| Classifica (1995) | Posizione raggiunta |
| ----------------- | ------------------- |
| Stati Uniti       | 1                   |